# Manfred Zsak
Manfred Zsak, né le 22 décembre 1964 à Mödling (Autriche), est un footballeur autrichien, qui évoluait au poste de milieu de terrain ou défenseur au FK Austria Vienne et en équipe d'Autriche.
Zsak a marqué cinq buts lors de ses quarante-neuf sélections avec l'équipe d'Autriche entre 1986 et 1993.

## Carrière
- 1982-1987 : VfB Admira Wacker Mödling
- 1987-1996 : FK Austria Vienne
- 1996 : Grazer AK
- 1996-1997 : LASK Linz
- 1997-1998 : VfB Admira Wacker Mödling

## Palmarès

### En équipe nationale
- 49 sélections et 5 buts avec l'équipe d'Autriche entre 1986 et 1993.

### Avec l'Austria de Vienne
- Vainqueur du Championnat d'Autriche de football en 1991, 1992 et 1993
- Vainqueur de la Coupe d'Autriche de football en 1990, 1992 et 1994.